# Лвовешки окръг
Лвовешки окръг (на полски: Powiat lwówecki) е окръг в Югозападна Полша, Долносилезко войводство. Заема площ от 709,69 км2. Административен център е град Лвовек Шльонски.

## География
Окръгът се намира в историческата област Долна Силезия. Разположен е в западната част на войводството.

## Население
Населението на окръга възлиза на 47 877 души (2012 г.). Гъстотата е 67 души/км2.

## Административно деление
Административно окръгът е разделен на 5 общини.
Градско-селски общини:
- Община Влен
- Община Грифов Шльонски
- Община Лвовек Шльонски
- Община Любомеж
- Община Мирск

## Фотогалерия
- Влен
- Грифов Шльонски
- Лвовек Шльонски
- Любомеж
- Мирск